# Daniel Eichholz
Daniel Eichholz (* 1978 in Wolfsburg) ist ein deutscher Musiker.

## Leben und Werk
Daniel Eichholz machte sein Abitur am Theodor Heuss-Gymnasium. Er ist dreifacher Preisträger des Bundeswettbewerbs Jugend musiziert in der Wertung Schlagzeug solo und Ensemble. Er studierte klassische Perkussion an der Hochschule für Musik und Theater Hamburg und an der Hochschule für Musik Hanns Eisler Berlin. 2011 absolvierte er sein Studium mit dem Abschluss Konzertexamen mit Auszeichnung.
Eichholz absolvierte Auftritte u. a. mit dem NDR-Sinfonieorchester, dem Symphonieorchester des Bayerischen Rundfunks, dem NDR Elbphilharmonie Orchester, dem Philharmonischen Staatsorchester Hamburg unter Ingo Metzmacher und den Berliner Philharmonikern, u. a. unter Zubin Mehta, Kirill Petrenko und Simon Rattle. Er arbeitete mit verschiedenen Komponisten der zeitgenössischen Musik zusammen, unter anderem mit Wolfgang Rihm, Helmut Lachenmann, Sarah Nemtsov und Johannes Schöllhorn.
Eichholz ist auch in der elektronischen Musikszene und im Bereich der Pop-/Rockmusik als Live- und Studiodrummer sowie als Komponist aktiv. Als Drummer, Perkussionist und Komponist ist er Mitglied der Formationen Rüde&Bude, Zafraan Ensemble und Schulz und Söhne. Er spielte Schlagzeug u. a. für 2raumwohnung, Toni Kater, Squintaloo, The Baseballs und Rimini Protokoll. Als Studio-Drummer wirkte Eichholz bei CD-Produktionen u. a. für Tocotronic, Marlon, Lang Lang, 2raumwohnung und Squintaloo mit.
Er hatte Konzertauftritte im In- und Ausland, u. a. mit dem Staatsorchester Braunschweig in Nordafrika und mit dem Percusemble Berlin in China, mit den Berliner Philharmonikern in Europa, Asien und USA und mit Rimini Protokoll in Taiwan und Chile. Auch nahm er an TV-Produktionen wie Gute Zeiten, schlechte Zeiten, TV total und dem Bundesvision Song Contest teil.
Eichholz spielte Percussion auf den Soundtracks für Matrix Resurrections, The Revenant, Babylon Berlin, Systemsprenger, The Outrun und vielen anderen.
Seit 2012 lehrt Daniel Eichholz Schlagzeug an der Hochschule für Musik „Hanns Eisler“ in Berlin. Er lebt und arbeitet in Berlin.